# Marie-Esméralda del Belgio
Principessa Marie-Esméralda del Belgio (Marie-Esméralda Adelaide Lilian Anna Léopoldine; Laeken, 30 settembre 1956) è un membro della famiglia reale belga.

## Famiglia
È la figlia minore di Leopoldo III del Belgio e della sua seconda moglie Mary Lilian Baels (nota come principessa di Réthy o sua altezza reale principessa Lilian del Belgio). I suoi fratelli sono il principe Alexandre del Belgio e la principessa Marie-Christine del Belgio. I suoi fratellastri includono re Baldovino I del Belgio e re Alberto II del Belgio, che è anche suo padrino, e la principessa Giuseppina Carlotta del Belgio (granduchessa del Lussemburgo). I suoi nonni paterni erano il re Alberto I del Belgio e la regina Elisabetta Wittelsbach nata duchessa in Baviera; quelli materni Henri Baels e Anne Marie de Visscher.

## Vita personale
Lavora come giornalista e scrive sotto il nome di Esméralda Réthy. Ha sposato sir Salvador Moncada, un farmacologo honduregno-britannico, a Londra il 4 aprile 1998. Hanno una figlia, Alexandra Leopoldine (nata a Londra il 4 agosto 1998), e un figlio, Leopoldo Daniel (nato a Londra il 21 maggio 2001).

## Ascendenza
|                            |                        |                                   | Genitori                                  |  |  | Nonni |  |  | Bisnonni           |  |  | Trisnonni             |  |
|                            |                        |                                   |                                           |  |  |       |  |  | Filippo del Belgio |  |  | Leopoldo I del Belgio |  |
|                            |                        |                                   |                                           |  |  |       |  |  | Filippo del Belgio |  |  | Leopoldo I del Belgio |  |
|                            |                        | Luisa d'Orléans                   |                                           |  |  |       |  |  | Filippo del Belgio |  |  |                       |  |
| Alberto I del Belgio       |                        |                                   |                                           |  |  |       |  |  | Filippo del Belgio |  |  |                       |  |
|                            |                        | Maria di Hohenzollern-Sigmaringen | Carlo Antonio di Hohenzollern-Sigmaringen |  |  |       |  |  |                    |  |  |                       |  |
|                            |                        | Maria di Hohenzollern-Sigmaringen | Carlo Antonio di Hohenzollern-Sigmaringen |  |  |       |  |  |                    |  |  |                       |  |
|                            |                        | Maria di Hohenzollern-Sigmaringen | Giuseppina di Baden                       |  |  |       |  |  |                    |  |  |                       |  |
| Leopoldo III del Belgio    |                        | Maria di Hohenzollern-Sigmaringen |                                           |  |  |       |  |  |                    |  |  |                       |  |
|                            |                        | Carlo Teodoro duca in Baviera     | Massimiliano Giuseppe di Baviera          |  |  |       |  |  |                    |  |  |                       |  |
|                            |                        | Carlo Teodoro duca in Baviera     | Massimiliano Giuseppe di Baviera          |  |  |       |  |  |                    |  |  |                       |  |
|                            |                        | Carlo Teodoro duca in Baviera     | Ludovica di Baviera                       |  |  |       |  |  |                    |  |  |                       |  |
| Elisabetta Wittelsbach     |                        | Carlo Teodoro duca in Baviera     |                                           |  |  |       |  |  |                    |  |  |                       |  |
|                            |                        | Maria José di Braganza            | Michele del Portogallo                    |  |  |       |  |  |                    |  |  |                       |  |
|                            |                        | Maria José di Braganza            | Michele del Portogallo                    |  |  |       |  |  |                    |  |  |                       |  |
|                            |                        | Maria José di Braganza            | Adelaide di Löwenstein-Wertheim-Rosenberg |  |  |       |  |  |                    |  |  |                       |  |
| Maria Esmeralda del Belgio |                        | Maria José di Braganza            |                                           |  |  |       |  |  |                    |  |  |                       |  |
|                            | Julius Ludovicus Baels | …                                 |                                           |  |  |       |  |  |                    |  |  |                       |  |
|                            | Julius Ludovicus Baels | …                                 |                                           |  |  |       |  |  |                    |  |  |                       |  |
|                            | Julius Ludovicus Baels | …                                 |                                           |  |  |       |  |  |                    |  |  |                       |  |
| Henri Louis Baels          | Julius Ludovicus Baels |                                   |                                           |  |  |       |  |  |                    |  |  |                       |  |
|                            |                        | Delphina Alexandrina Mauricx      | …                                         |  |  |       |  |  |                    |  |  |                       |  |
|                            |                        | Delphina Alexandrina Mauricx      | …                                         |  |  |       |  |  |                    |  |  |                       |  |
|                            |                        | Delphina Alexandrina Mauricx      | …                                         |  |  |       |  |  |                    |  |  |                       |  |
| Mary Lilian Baels          |                        | Delphina Alexandrina Mauricx      |                                           |  |  |       |  |  |                    |  |  |                       |  |
|                            |                        | Adolphe Auguste de Visscher       | …                                         |  |  |       |  |  |                    |  |  |                       |  |
|                            |                        | Adolphe Auguste de Visscher       | …                                         |  |  |       |  |  |                    |  |  |                       |  |
|                            |                        | Adolphe Auguste de Visscher       | …                                         |  |  |       |  |  |                    |  |  |                       |  |
| Anne Marie de Visscher     |                        | Adolphe Auguste de Visscher       |                                           |  |  |       |  |  |                    |  |  |                       |  |
|                            |                        | Alice Victoria Céline Opsomer     | …                                         |  |  |       |  |  |                    |  |  |                       |  |
|                            |                        | Alice Victoria Céline Opsomer     | …                                         |  |  |       |  |  |                    |  |  |                       |  |
|                            |                        | Alice Victoria Céline Opsomer     | …                                         |  |  |       |  |  |                    |  |  |                       |  |
|                            |                        | Alice Victoria Céline Opsomer     |                                           |  |  |       |  |  |                    |  |  |                       |  |